# 渡辺斌衡
渡辺 斌衡（わたなべ としひで、1896年7月13日 - 1966年4月10日）は、日本の経営者。日本電気社長を務めた。

## 経歴
東京都三鷹市出身。1922年に東京帝国大学経済学科を卒業し、同年に住友合資に入社。1942年5月に日本電気に転じ、1944年11月に取締役、1945年11月に常務を経て、1947年6月には社長に就任。1964年11月には会長に就任。経済団体連合会、日本経営者団体連盟各理事も務めた。
1961年に藍綬褒章を受章。
1966年4月10日、心筋梗塞のために死去。69歳没。